# القناة الكوميدية السعودية
قناة المبدعين السعودية (بالإنجليزية: SCC)‏ قناة كوميدية سعودية يملكها المخرج عامر الحمود، وهي خاصة بالمحتوى السعودي حصرًا وتعرض جميع الأعمال السعودية الكوميدية سواء القديمة أو الحديثة.